# إدغار فالش
إدغار فالش (بالنرويجية البوكمول: Edgar Falch)‏ هو لاعب كرة قدم نرويجي، ولد في 2 نوفمبر 1930 في ستافانغر في النرويج، وتوفي بنفس المكان في 18 نوفمبر 2013. شارك مع منتخب النرويج لكرة القدم. أما مع النوادي، فقد لعب مع نادي فيكينغ.

## وصلات خارجية
- إدغار فالش على موقع اتحاد النرويج (النرويجية)
- إدغار فالش على موقع ناشيونال فوتبول تيمز (الإنجليزية)
- إدغار فالش على موقع عالم كرة القدم.نت (الإنجليزية)